# Drapelul Serbiei
Drapelul Serbiei este un tricolor în culorile pan-slave. E format din trei benzi orizontale, roșu sus, albastru la mijloc și alb jos. Steagul oficial are și stema Serbiei centrată vertical și așezată la 5/14 din lățimea orizontală. Este permisă și utilizarea variantei fără stemă. Drapelul a fost adoptat în forma aceasta la 16 august 2004.
Raportul lățime-lungime al steagului este 2:3 fiecare din cele trei culori acoperind o treime din înălțimea sa. Alte versiuni ale drapelului (Republica Socialistă Serbia și steagul dintre 1991 și 2004) foloseau raportul 1:2. 